# Mwanga (Volk)
Die Mwanga (auch Nyamwanga oder Namwanga) sind eine kleine ethnische Gruppe in Afrika mit eigener Sprachvariante (Chinamwanga) im Norden von Sambia und im Süden von Tansania.
1993 wurden die Nyamwanga auf 256.000 geschätzt, davon 169.000 in Sambia und 87.000 in Tansania. Die Ethnie umfasst auch 7.000 Tambo und 14.000 Iwa, so dass die Gesamtzahl bei 277.000 Mwanga liegt.
 Neuere Zahlen für Sambia (um 2000) nennen 38.887 Iwa, 163.957 Namwanga und 18.918 Tambo.
Die traditionelle Religion der Mwanga basiert auf der Ahnenverehrung und der Beschwörung deren Geister.
Die Mwanga, Nyika, Safwa, Ngonde, Kinga, Bena, Pangwa, Hehe und Sangu haben gemeinsame Ursprünge. Sie unterscheiden sich klar von den matrilinear organisierten Nachbarn. Alle diese Gruppen scheinen aus dem nördlichen Tansania zwischen Kilimandscharo und Victoriasee ab dem 16. Jahrhundert zugewandert zu sein.